# Bataille des Sept Jours
Guerre de Sécession
Batailles
Campagne de la Péninsule
- Hampton Roads
- Yorktown
- Williamsburg
- Eltham's Landing
- Drewry's Bluff
- Hanover Court House
- Seven Pines
- Sept Jours
  - Oak Grove
  - Beaver Dam Creek
  - Gaines's Mill
  - Garnett's & Golding's Farm
  - Savage's Station
  - White Oak Swamp
  - Glendale
  - Malvern Hill

- Oak Grove
- Beaver Dam Creek
- Gaines's Mill
- Garnett's & Golding's Farm
- Savage's Station
- White Oak Swamp
- Glendale
- Malvern Hill

La bataille des Sept Jours, qui fait partie de la guerre de Sécession, est une victoire des forces confédérées de Robert Lee sur les forces nordistes du général George McClellan. Cette bataille (ou suite de batailles) se déroula aux alentours de Richmond du 25 juin au 1er juillet 1862.

## Introduction
Le but de cette bataille pour les Confédérés est de repousser les forces nordistes, qui depuis le début de l'année se sont rapprochées très près de Richmond, la capitale des Sudistes. L'enjeu de cette bataille est important : si les sudistes repoussent les forces de l'Union, Lee dégage Richmond et peut reprendre l'initiative. Au contraire, si les forces de McClellan remportent la victoire, elles peuvent prendre Richmond et ainsi toucher la rébellion sudiste en plein cœur.

## Forces en présence
Forces de l'Union
- Armée du Potomac commandée par le major général George Brinton McClellan composée de 35 brigades.

 Forces de la Confédération
Armée de Virginie du Nord commandée par le Général Robert Edward Lee composée de 40 brigades.

## Prémices de la bataille
À la suite de la bataille de Seven Pines ou de Fair Oaks (les appellations des batailles sont différentes selon que l'on choisit le Nord ou le Sud), le président des confédérés Davis décide de remplacer Joe Johnston (le général de l'armée de Virginie blessé dans la bataille précédente) par le général Lee. Ce dernier décide d'arrêter l'engagement le 1er juin. Cependant, le nouveau chef de l'armée de Virginie Septentrionale (sa nouvelle appellation) est vivement critiqué. Un journal sudiste, le Richmond Examineur, le qualifie de « Lee l'évacuateur », allusion à sa campagne de Virginie occidentale où il n'avait pas osé attaquer l'ennemi. Néanmoins, Lee ignore les critiques et remet en ordre son armée. Ses décisions sont dans un premier temps axées sur la défensive, ses soldats consolident les fortifications autour de Richmond. Mais très vite, il devient clair que le but de Lee n'est pas de subir un siège. Au contraire, son but est de préparer une ligne que tiendra seulement une partie des forces sudistes, tandis que le reste de l'armée attaquera le flanc droit exposé de McClellan. Le général sudiste demande à Jeb Stuart, un cavalier spécialisé dans la reconnaissance, de lui indiquer où se trouve l'aile droite. L'officier remplit amplement sa mission : à la tête de 1200 cavaliers, il part de Richmond, et après avoir traversé la Chickahominy, repousse les petites patrouilles fédérales envoyées à sa rencontre. Les hommes de Stuart découvrirent la position du 5e corps, sous la direction de Fitz John Porter, que McClellan avait laissé sur la rive nord de la Chickahominy. Jeb Stuart revint donc à Richmond après un retour mouvementé, où il remporta plusieurs escarmouches et captura 170 prisonniers. Lee possédait maintenant toutes les informations dont il avait besoin, et il savait que l'aile droite des nordistes était non protégée par des obstacles naturels ou artificiels. Le général sudiste confia le commandement de l'attaque à Stonewall Jackson.
La stratégie de Lee était arrêtée : il fit venir l'armée de Jackson de la vallée de Shenandoah pour qu'il attaque le flanc de Porter, tandis que trois divisions venant de Richmond l'attaqueraient de front. Le risque de ce plan était que pendant que Lee attaquait avec 70 000 hommes les 30 000 hommes de Porter au nord de la rivière, 75 000 tuniques bleues qui se trouvaient sur la rive sud de la rivière pouvaient tomber sur les 27 000 confédérés qu'il y avait en face. Mais Lee connaissait parfaitement McClellan, et ce dernier se crut encore une fois en infériorité numérique tant au sud qu'au nord de la rivière.

## Déroulement de la bataille
La bataille des Sept Jours s'est, comme son nom l'indique, déroulée en sept jours.

### 25 juin (bataille de Oak Grove)
Le 25 juin, comparativement aux autres journées de batailles qui se déroulèrent après, fut plutôt calme et seulement ponctué par une importante escarmouche entre des unionistes en mission de reconnaissance et des confédérés à Oak Grove, qui fit à peu près 500 morts et blessés de chaque côté.

### 26 juin (bataille de Beaver Dam Creek)
Le 26 juin, Lee décide d'attaquer, mais dans un premier temps les combats sont à l'avantage des Nordistes. Selon le plan de Lee, Jackson devait attaquer le flanc droit de Porter au petit matin. Mais lorsque le soleil arriva à son zénith, aucun coup de feu ne s'était fait entendre. Tandis que Lee était rongé par l'exaspération, le général Hill ne pouvant plus attendre et fit avancer sa division en fin d'après-midi, pour donner l'assaut à un nombre égal de Fédéraux (16 000) retranchés derrière un cours d'eau, le Beaver Dam Creek près de Mechanicsville, à une dizaine de kilomètres au nord est de Richmond. Ce fut un massacre, Hill perdit près de 1 500 rebelles tués ou blessés par les Yankees tandis que ces derniers n'eurent à déplorer la perte que de 160 des leurs. Lors de ce combat, les trois divisions de Jackson n'étaient qu'à quelques kilomètres au nord, mais leur commandant ne fit rien pour aider le général Hill.
Aujourd'hui encore, la passivité de Jackson reste un mystère. Il avait bien été harcelé par la cavalerie unioniste ; des soldats nordistes avaient aussi coupé des arbres en travers de la route et brûlé des ponts, mais ce type de problèmes n'avait jamais causé de soucis aux cavaliers de Jackson dans la vallée de la Shenandoah. La cause la plus probable de la passivité du général sudiste fut sans doute la fatigue due au transport en train souvent long, puis à de longues marches sous une chaleur écrasante. Mais plus encore que cela, Jackson avait un besoin de sommeil supérieur à la moyenne et ne pouvant se reposer guère que quelques heures les jours précédents. Il souffrait de ce que l'on appellerait aujourd'hui les contrecoups du surmenage, et s'endormit plusieurs fois à des moments cruciaux de la bataille des sept jours.
De son côté, McClellan avait remporté une victoire qu'il qualifia de totale, mais il refusa néanmoins de prendre l'offensive. Sachant l'arrivée prochaine de Jackson sur le flanc de Porter, il ordonna à ce dernier de reculer de six kilomètres pour gagner une position plus fortifiée derrière le marécage de Boatswain's Swamp près de Gaines'Mill. Pensant également que son axe de ravitaillement était menacé par l'avancée des troupes confédérées, il décida de faire transférer son camp sur la James River, dans la partie méridionale de la péninsule. Cette décision l'obligea à renoncer à son plan originel qui était de bombarder et de prendre Richmond. Dès lors, McClellan ne se battit que pour protéger sa retraite et la défaite tactique du sud à Mechanicsville devint une victoire stratégique, les sudistes prenant l'ascendant psychologique.

### 27 juin (Bataille de Gaines' Mill)

La bataille de Gaines' Mill représentée par Alfred Waud.

Cependant, pour récolter les fruits de cet avantage, Lee devait chasser les unionistes de leur camp retranché et l'opération fut coûteuse. Le plan de Lee était le suivant : A.P Hill devait attaquer Porter au centre, tandis que Longstreet feindrait une attaque sur le flanc gauche et que Jackson avec quatre divisions irait assaillir le flanc gauche. Si Porter lançait des troupes contre Jackson, la feinte de Longstreet devait se transformer en une attaque véritable et Porter devrait affronter 50 000 hommes alors que lui n'en possédait que 30 000. Mais l'attaque sudiste souffrit encore d'un manque de coordination. Jackson mit trop de temps à se lancer à l'attaque, et Hill fut au contraire trop rapide. Il se battit seul tout un après-midi d'été, attaquant à travers des ravins et des bois touffus contre les forces de l'Union, qui infligèrent une sévère défaite aux forces confédérées. Quelques assauts décousus de Longstreet et de quelques hommes qui étaient sous le commandement de Jackson purent faire baisser légèrement la pression qui pesait sur les forces de Hill. Finalement au crépuscule, Lee parvint à lancer toutes ses divisions à l'attaque. Un groupe de texans commandés par le général John Bell Hood parvint à faire une percée. Les forces de Porter battirent en retraite protégées par une arrière-garde de 6 000 hommes formée de troupes fraîches. Néanmoins, 2 800 nordistes furent capturés et 4 000 tués ou blessés. De son côté, Lee perdit 9 000 hommes.
Sur la rive sud de la Chickahominy, les 69 000 fédéraux ne bougèrent pas, nargués par le général Magruder, commandant des 27 000 hommes à l'est de Richmond qui fit une démonstration de force où il tira plusieurs salves d'artillerie et vint provoquer avec l'infanterie les défenses nordistes. Plusieurs généraux nordistes devant cette « attaque » tombèrent dans le piège tendu par les confédérés et crurent que ces derniers étaient en supériorité numérique. McClellan informé manqua une occasion de contre-attaquer.
Cependant, malgré les différentes attaques des forces sudistes, l'armée du Potomac était encore en bonne forme, mais son chef McClellan pensait qu'il avait perdu la bataille et télégraphia au gouvernement un message l'accusant de ne rien avoir fait pour l'aider, l'accusant d'avoir voulu sacrifier ses hommes. Heureusement pour lui, un colonel du bureau du télégraphe surpris décida de supprimer les phrases accusant le gouvernement.
Le 28 juin se déroula sans accroc, les nordistes se repliant vers la James River, Lee préparant un nouveau plan d'attaque.

### 29 juin
Le plan de Lee était le suivant : pendant que l'armée du Potomac se repliait vers la James River, le général sudiste voulait l'attaquer de flanc. Neuf divisions devaient se rejoindre pour attaquer les tuniques bleues en pleine retraite. Mais de mauvaises cartes, des problèmes géographiques, des chefs de division timorés (surtout Magruder et Benjamin Huger, la résistance des unionistes et la traditionnelle léthargie de Jackson firent échouer le projet. Un premier échec eut lieu à Savage's Station à cinq kilomètres au sud de la Chickahominy. Trois divisions de Yankees censées protéger un hôpital de campagne et un convoi de vivres furent attaquées. Le général Magruder attaqua les tuniques bleues à l'ouest, alors que Jackson les attaqua par la droite, arrivant du nord. Ce dernier perdit du temps en reconstruisant un pont au lieu de passer la rivière à un gué. Magruder, attaquant avec la moitié de sa division, fut repoussé sans problème par les divisions nordistes. Les Yankees se retirèrent en laissant derrière eux les blessés des derniers combats ainsi que des chirurgiens majors volontaires.

### 30 juin (bataille de Glendale)
Le 30 juin, Lee mit en place un nouveau plan, sept divisions devant lancer une attaque concentrique sur le village de Glendale. Une nouvelle fois la coordination fut très mauvaise, et seuls Longstreet et Hill parvinrent à attaquer cinq divisions unionistes. Les rebelles gagnèrent un peu de terrain en capturant 1000 hommes, mais en perdant 3 500 morts et blessés, soit le double de leurs adversaires. Jackson une nouvelle fois ne lança pas ses 25 000 hommes à l'attaque. Ce dernier tenta de reconstruire un pont (une nouvelle fois) lorsque les unionistes l'en empêchèrent. À ce moment, fait insolite, Jackson s'allongea dans l'herbe et s'endormit. Les officiers de ce dernier trouvèrent un gué mais le général sudiste resta inactif tandis que les troupes de Hill et Longstreet se faisaient tuer.

### 1erjuillet (bataille de Malvern Hill)
Le 1er juillet, Lee est d'humeur massacrante. Il s'exprime clairement, disant que si l'armée des unionistes ne se fait pas anéantir, c'est de la faute des généraux subalternes qui n'ont pas su appliquer ses ordres. Mais malheureusement pour le généralissime sudiste, les tuniques bleues se sont retranchées sur la meilleure position qu'ils avaient trouvés jusque-là. Cette position se trouvait à 5 kilomètres au sud de Glendale sur les hauteurs de Malvern Hill. Cette colline haute de cinquante mètres est flanquée de profonds ravins distants d'un kilomètre et demi. La butte de Malvern Hill ne pouvait ainsi être attaquée que de front, et à travers un terrain dénué d'abri, ce qui impliquait de lourdes pertes. Quatre divisions de l'Union ainsi que cent canons se tenaient sur la position pour la défendre. Cependant, selon Lee, l'armée nordiste était démoralisée. En effet, dans leur retraite les forces unionistes abandonnèrent beaucoup de matériel, ce qui profita à l'intendance sudiste (ils récupérèrent 30 000 armes de petits calibres ainsi que 50 canons). L'armée sudiste captura aussi près de 6 000 hommes depuis le 25 juin. Malgré tous ses déboires l'armée nordiste n'était nullement affectée et gardait un moral élevé, sauf pour leur commandant qui envoya un télégraphe a Washington où il notifiait qu'il avait été attaqué par un ennemi supérieur et qu'il devrait abandonner son matériel s'il voulait sauver ses hommes.
Lee, impatient de détruire l'armée du Potomac, donna l'ordre de positionner l'artillerie sur deux buttes situées en face de Malvern Hill, mais une nouvelle fois une erreur de l'état major ne permit qu'à quelques canons de se mettre en position. Ces derniers furent assez vite réduits au silence par l'artillerie nordiste. Pourtant, le général sudiste donna l'ordre à ses troupes de charger, mais une nouvelle fois l'ordre fut mal transmis et l'armée sudiste chargea dans un manque total de cohésion. L'artillerie nordiste s'en donna à cœur joie et pilonna l'infanterie sudiste complètement désorganisée. Les hommes survivants furent très vite tués par l'infanterie nordiste solidement établie sur Malvern Hill. La division de D.H. Hill fut la plus sévèrement touchée. Ce dernier dira du combat de Malvern Hill que ce n'était pas de la guerre, mais de l'assassinat. Lors de cette journée les sudistes perdirent près de 5 500 tués et blessés, deux fois plus que les nordistes. Certains généraux yankees voyant l'hécatombe qu'avait subie l'armée sudiste voulurent contre-attaquer, mais McClellan comme à son habitude fit battre en retraite ses troupes. Certains généraux comme Philip Kearny disaient que cet ordre n'était inspiré que par la peur.

## Bilan
À la suite du combat de Malvern Hill, les nordistes se replièrent jusqu'à la James River. Devant le nombre de pertes de son armée (20 000 sudistes, un quart de son armée contre à peine 10 000 nordistes), Lee décida de ne pas continuer à poursuivre la lutte. En ne perdant qu'une seule bataille tactique à Gaine's Mill, les nordistes sous l'impulsion de leur général en chef ne firent que reculer et la bataille de sept jours devint une victoire stratégique pour les confédérés. Cependant Lee n'était pas content du résultat de la bataille, son but était de détruire l'armée du Potomac, ce qui bien sûr n'arriva pas. Le général sudiste, devant l'incapacité de plusieurs de ses généraux, exila les plus incapables au Texas et les remplaça par des hommes en qui il avait plus confiance.
Les 30 000 tués ou blessés de la bataille des sept jours en font le combat le plus meurtrier du début de l'année 1862.
L'échec de McClellan dans sa campagne de la péninsule est un tournant dans la guerre de sécession : désormais le nord ne se bat plus pour rétablir l'ancienne Union, mais pour la détruire et en bâtir une nouvelle.

## Sources
- Bailey, Ronald H. and the Editors of Time-Life Books, Forward to Richmond: McClellan's Peninsular Campaign, Time-Life Books, 1983,  (ISBN 0-8094-4720-7).
- Eicher, David J., The Longest Night: A Military History of the Civil War, Simon & Schuster, 2001,  (ISBN 0-684-84944-5).
- Esposito, Vincent J., West Point Atlas of American Wars, Frederick A. Praeger, 1959.
- Sears, Stephen W., To the Gates of Richmond: The Peninsula Campaign, Ticknor and Fields, 1992,  (ISBN 9780899197906).
- (en) description de la bataille par le National Park Service